# Salicales
Ordre
Classification APG II (2003)
Classification APG III (2009)
Les Salicales sont un ordre de plantes dicotylédones. En classification classique (1981) il ne comprend qu'une famille :
- Salicacées - famille du Saule

En classification phylogénétique APG II (2003) et classification phylogénétique APG III (2009), cet ordre n'existe pas et les salicacées font maintenant partie de l'ordre des Malpighiales.